# 澤拉夫尚軍區
澤拉夫尚軍區（俄语：Зеравшанский округ）是俄羅斯帝國在中亞建立的一個行政區，名稱源於當地的澤拉夫尚河。首府撒馬爾罕。
1868年自布哈拉汗國割出部份土地成立此區，1887年改組為撒馬爾罕州。